# Åbogen
Åbogen este o localitate din comuna Eidskog, provincia Hedmark, Norvegia.